# 兵庫県幼稚園の廃園一覧
兵庫県幼稚園の廃園一覧（ひょうごけんようちえんのはいえんいちらん）は、兵庫県内の廃園になった幼稚園の一覧。対象となるのは、学制改革（1947年）以降に廃園となった幼稚園、および分園である。園名は廃園当時のもの。廃園時に幼稚園が所在していた自治体がその後合併により消滅している場合は、現行の自治体に含める。また現在休園中の県内の幼稚園（分園）も、その多くは実質上、廃園と同じ状態にあるため参考として記載する。
（）内は、廃園になった年（休園の場合は、その措置が取られた年）である。

## 神戸市
- 神戸中華青年会附属幼稚園（1952年7月光華幼稚園と統合し神戸華僑幼稚園〈初代〉へ）[1]
- 光華幼稚園（1952年7月神戸中華青年会附属幼稚園と統合し神戸華僑幼稚園〈初代〉へ）[1]
- 長田幼稚園（1995年休園、2022年廃園）[2]
- オリンピア幼稚園（1995年8月）
- 神戸市立若宮幼稚園（2002年）
- 神戸市立伊川谷幼稚園（2002年神戸市立いかわ幼稚園[3]とたもん幼稚園[4]へ再編）
- 神戸市立多聞台幼稚園（同上）[3][4]
- 神戸市立長坂幼稚園（同上）[3][4]
- 神戸市立淡河幼稚園（2010年好徳幼稚園と統合し神戸市立淡河好徳幼稚園へ）[5]
- 神戸市立好徳幼稚園（2010年淡河幼稚園と統合し淡河好徳幼稚園へ）[6]
- 神戸平安幼稚園（2010年8月4日）[7]
- 神戸華僑幼稚園〈初代〉（2014年認定こども園神戸華僑幼稚園〈2代目〉へ）[1]
- 神戸市立たもん幼稚園（2013年）[8]
- 神戸市立みどりのまち幼稚園（2015年）[9]
- 微笑幼稚園〈旧〉（2015年幼保連携型認定こども園微笑幼稚園〈新〉へ移行）[10]
- ひかり幼稚園（2017年）[11]
- 神戸鹿の子幼稚園〈旧〉（2017年幼保連携型認定こども園神戸鹿の子幼稚園〈新〉へ移行）[12]
- 近田幼稚園〈旧〉（2017年幼保連携型認定こども園近田幼稚園〈新〉へ移行）[13]
- 学園幼稚園〈旧〉（2017年幼保連携型認定こども園学園幼稚園〈新〉へ移行）[14]
- 神戸市立木津幼稚園（2018年）[15]
- 北須磨幼稚園（2018年北須磨保育園と統合し幼保連携型認定こども園北須磨保育センターへ）[16]
- 茅渟の浦幼稚園〈旧〉（2018年幼保連携型認定こども園茅渟の浦幼稚園〈新〉へ移行）[17]
- 渦が森幼稚園〈旧〉（2018年幼保連携型認定こども園渦が森幼稚園〈新〉へ移行）[17]
- 西神戸YMCA幼稚園〈旧〉（2018年幼保連携型認定こども園西神戸YMCA幼稚園〈新〉へ移行）[18]
- 桑の木幼稚園〈旧〉（2018年幼保連携型認定こども園桑の木幼稚園〈新〉へ移行）[19]
- 神戸市立名谷あおぞら幼稚園（2018年）[15]
- 神戸市立住吉幼稚園（2019年）[15]
- 神戸市立清風幼稚園（2019年）[15]
- 神戸市立名谷こすもす幼稚園（2019年）[15]
- 東垂水幼稚園（2019年）[20]
- 高丸幼稚園〈旧〉（2019年幼保連携型認定こども園高丸幼稚園〈新〉へ移行）[21]
- 神戸市立遊喜幼稚園（2020年）[15]
- 神戸市立すずかぜ幼稚園（2020年）[15]
- 神戸市立多聞ひまわり幼稚園（2020年）[15]
- 霞ヶ丘幼稚園〈旧〉（2020年幼保連携型認定こども園霞ヶ丘幼稚園〈新〉へ移行）[22]
- 神戸夢野幼稚園〈旧〉（2020年幼保連携型認定こども園神戸夢野幼稚園〈新〉へ移行）[22]
- 高羽幼稚園〈旧〉（2020年幼保連携型認定こども園高羽幼稚園〈新〉へ移行）[23]
- 神戸市立奥の池幼稚園（2021年）[15]
- 神戸市立八多幼稚園（2021年休園）[24]
- 名倉みふね幼稚園〈旧〉（2021年幼保連携型認定こども園名倉みふね幼稚園〈新〉へ移行）[25]
- 神戸女子大学附属高倉台幼稚園〈旧〉（2021年幼保連携型認定こども園神戸女子大学附属高倉台幼稚園〈新〉へ移行）[26]
- 聖ミカエル兵庫幼稚園〈旧〉（2022年幼保連携型認定こども園聖ミカエル兵庫幼稚園〈新〉へ移行）[27]
- ホザナ幼稚園〈旧〉（2023年幼保連携型認定こども園ホザナ幼稚園〈新〉へ移行）[28]
- いりえ幼稚園〈旧〉（2023年幼保連携型認定こども園いりえ幼稚園〈新〉へ移行）[29]

## 姫路市
- エンゼル学園幼稚園〈旧〉（2010年幼稚園型認定こども園エンゼル学園幼稚園〈新〉へ移行）[30]
- 真教寺宝国幼稚園〈旧〉（2010年認定こども園真教寺宝国幼稚園〈新〉へ移行）[31]
- フタバ幼稚園〈旧〉（2012年認定こども園フタバ幼稚園〈新〉へ移行）[32]
- 船場御坊幼稚園〈旧〉（2015年認定こども園船場御坊幼稚園〈新〉へ移行）[33]
- マリア幼稚園〈旧〉（2016年幼稚園型認定こども園マリア幼稚園〈新〉へ移行）[34]
- 姫路市立中寺幼稚園（2020年姫路市立中寺こども園へ移行）[35]
- 姫路市立豊富幼稚園（2022年休園、2024年廃園）[36]
- 姫路市立置塩幼稚園（2022年）[24]
- 姫路市立四郷幼稚園（2023年姫路市立四郷和光保育所と統合し四郷和光こども園へ）[37]

## 尼崎市
- 尼崎市立高田幼稚園（1997年）[38]
- 尼崎市立西幼稚園（1997年）[38]
- 尼崎市立上坂部幼稚園（1997年）[38]
- 尼崎市立立花西幼稚園（1997年）[38]
- 尼崎市立園田北幼稚園（1997年）[38]
- 尼崎市立成徳幼稚園（1997年）[38]
- 杭瀬幼稚園（2007年認定こども園杭瀬幼稚園となり、2015年幼保連携型認定こども園くいせようちえんへ移行）[39]
- めぐみ幼稚園〈旧〉（2007年認定こども園めぐみ幼稚園〈新〉へ移行）[40]
- 尼崎市立博愛幼稚園（2016年）[41]
- 尼崎市立梅園幼稚園（2016年）[41]
- 尼崎市立富松幼稚園（2016年）[41]
- 尼崎市立武庫庄幼稚園（2016年）[41]
- 尼崎市立武庫南幼稚園（2016年）[41]
- 七松幼稚園〈旧〉（2016年認定こども園七松幼稚園〈新〉へ移行）[42]
- 難波愛の園幼稚園〈旧〉（2016年認定こども園難波愛の園幼稚園〈新〉へ移行）[43]
- 尼崎市立大庄幼稚園（2018年）[41]
- 尼崎市立立花東幼稚園（2018年）[41]
- 尼崎市立武庫北幼稚園（2018年）[41]
- 尼崎市立園和幼稚園（2019年）[44]
- 園田学園幼稚園〈旧〉（2019年幼稚園型認定こども園園田学園幼稚園〈新〉へ移行）[45]
- 梅花東幼稚園〈旧〉（2020年8月31日幼保連携型認定こども園梅花東幼稚園〈新〉へ移行）[46]
- 梅花幼稚園（2022年梅花東幼稚園へ統合）[2]
- 常性幼稚園（2022年）[27]
- まこと幼稚園（2022年）[27]

## 明石市
- 明石市立二見幼稚園（2016年二見こども園へ移行）[47]
- 牧羊幼稚園〈旧〉（2017年認定こども園牧羊幼稚園〈新〉へ移行）[48]
- 明石市立二見北幼稚園〈旧〉（2022年明石市立幼稚園型認定こども園二見北幼稚園〈新〉へ移行）[49]

## 西宮市
- 西宮市立船坂幼稚園（1968年休園、2002年廃園）[50]
- 西宮市立鳴尾西幼稚園（2006年）[50]
- 西宮市立浜甲子園幼稚園（2013年休園）[51]
- 西宮市立今津幼稚園（2017年休園）[52]
- 西宮市立鳴尾北幼稚園（2018年休園）[53]
- 西宮市立小松幼稚園（2018年休園）[53]
- 甲東幼稚園〈旧〉（2018年幼稚園型認定こども園甲東幼稚園〈新〉へ移行）[54]
- 西宮市立名塩幼稚園（2019年休園）[55]
- 西宮市立高須西幼稚園（2019年休園）[56]
- 苦楽園口幼稚園（2019年）[20]
- 西宮市立用海幼稚園（2020年休園）[57]
- 西宮市立瓦木幼稚園（2020年休園）[57]
- 夙川学院短期大学付属幼稚園（2020年夙川学院ソレイユ認定こども園へ移行）[58]

## 洲本市
- 洲本市立第一幼稚園（2019年）[59]
- 洲本市立第三幼稚園（2019年）[59]
- 洲本市立加茂幼稚園（2019年）[59]
- 洲本市立大野幼稚園（2023年）[60]

## 芦屋市
- からたち幼稚園〈初代〉（2014年認定こども園からたち幼稚園〈2代目〉となるも、2015年からたち幼稚園〈3代目〉へ戻り、2023年認定こども園からたち幼稚園〈4代目〉へ再移行）[61]
- 武庫東からたち幼稚園〈初代〉（2014年認定こども園武庫東からたち幼稚園〈2代目〉となるも、2015年武庫東からたち幼稚園〈3代目〉へ戻る）[61]
- 愛光幼稚園〈旧〉（2015年認定こども園愛光幼稚園〈新〉へ移行）[62]
- 芦屋市立浜風幼稚園（2016年）[63]
- 芦屋市立精道幼稚園（2019年芦屋市立精道こども園へ移行）[63]
- 芦屋市立朝日ケ丘幼稚園（2020年芦屋市立岩園幼稚園へ統合）[63]
- 芦屋市立伊勢幼稚園（2021年芦屋市立西蔵こども園へ移行）[63]
- 芦屋甲陽幼稚園（2024年）[64]

## 伊丹市
- 白ゆり幼稚園（2011年認定こども園白ゆり幼稚園〈新〉へ移行）[65]
- 伊丹市立ありおか幼稚園（2020年伊丹幼稚園ありおか分園へ転換）[35]
- 伊丹市立稲野幼稚園（2020年）[35]
- 伊丹市立南幼稚園（2020年）[35]
- 伊丹市立緑幼稚園（2020年）[35]
- 伊丹市立桜台幼稚園（2020年）[35]
- 伊丹市立天神川幼稚園（2020年）[35]
- 伊丹市立はなさと幼稚園（2020年）[35]
- 伊丹市立すずはら幼稚園（2020年）[35]
- 伊丹市立ささはら幼稚園（2020年廃園[35]、2022年跡地に伊丹市立ささはらこども園が開園[66]）
- 伊丹市立せつよう幼稚園（2022年ささはらこども園へ再編）[66]
- 伊丹市立こやのさと幼稚園（同上）[66]

## 相生市
- テレジア幼稚園〈旧〉（2012年幼稚園型認定こども園テレジア幼稚園〈新〉へ移行）[67]
- 相生市立相生幼稚園（2022年休園）[24]

## 豊岡市
- 豊岡市立城崎幼稚園（2011年城崎こども園へ移行）[68]
- 豊岡市立合橋幼稚園（2011年豊岡市立合橋認定こども園へ移行）[68]
- 豊岡市立高橋幼稚園（2011年豊岡市立高橋認定こども園へ移行[68]、2023年合橋認定こども園へ統合[69]）
- 豊岡市立資母幼稚園（2011年豊岡市立資母認定こども園へ移行）[68]
- 豊岡市立竹野幼稚園（2012年豊岡市立竹野認定こども園へ移行）[68]
- 豊岡市立中竹野幼稚園（2012年認定こども園〈名称不詳〉へ移行）[68]
- 豊岡市立府中幼稚園（2012年こくふこども園へ移行）[70]
- 豊岡市立八条幼稚園（2013年豊岡市立八条保育園と統合し豊岡市立八条認定こども園へ）[71]
- 豊岡市立港東幼稚園（2013年港西幼稚園および豊岡市立港保育園と統合し豊岡市立港認定こども園へ）[71]
- 豊岡市立港西幼稚園（2013年港東幼稚園および港保育園と統合し港認定こども園へ）[71]
- 豊岡市立五荘幼稚園（2013年奈佐幼稚園と統合し豊岡市立五荘奈佐幼稚園へ）[68]
- 豊岡市立奈佐幼稚園（2013年五荘幼稚園と統合し五荘奈佐幼稚園へ）[68]
- 豊岡市立三江幼稚園（2015年おもしろたのしみえこども園へ移行）[68]
- 豊岡市立三方幼稚園（2015年みかたの森こども園へ移行）[68]
- 豊岡市立清滝幼稚園（2015年きよたき認定こども園へ移行）[68]
- 豊岡市立小坂幼稚園（2018年小野幼稚園および小坂保育園と統合し[71]社会福祉法人愛育会おさかおのこども園へ）
- 豊岡市立小野幼稚園（2018年小坂幼稚園および小坂保育園と統合し[71]おさかおのこども園へ）
- 豊岡市立田鶴野幼稚園（2022年休園[24]、2023年廃園[69]）
- 豊岡市立寺坂幼稚園（2022年休園[24]、2024年豊岡市立福住幼稚園へ統合[72]）
- 豊岡市立豊岡めぐみ幼稚園（2023年豊岡ひかり幼稚園と統合し豊岡市立豊岡幼稚園へ）[69]
- 豊岡市立豊岡ひかり幼稚園（2023年豊岡めぐみ幼稚園と統合し豊岡幼稚園へ）[69]
- 豊岡市立新田幼稚園（2023年アートチャイルドケア豊岡こうのとり保育園などと統合しアートチャイルドケア豊岡こうのとり認定こども園へ）[69]
- 豊岡市立中筋幼稚園（同上）[69]
- 豊岡市立神美幼稚園（同上）[69]

## 加古川市
- 加古川市立平荘幼稚園（2004年上荘幼稚園と統合し両荘幼稚園へ）[73]
- 加古川市立上荘幼稚園（2004年平荘幼稚園と統合し両荘幼稚園へ）[73]
- 東播幼稚園（2018年[74]とうばんの森こども園[75]へ移行）
- 加古川市立両荘幼稚園（2020年休園、2022年廃園）[73]

## 赤穂市
- 赤穂あけぼの幼稚園〈旧〉（2015年認定こども園赤穂あけぼの幼稚園〈新〉へ移行）[76]

## 西脇市
- 西脇市立西脇幼稚園（2017年しばざくら幼稚園〈旧重春幼稚園の場所〉を新設し統合）[77]
- 西脇市立重春幼稚園（同上）[77]
- 西脇市立日野幼稚園（同上）[77]
- 西脇市立比延幼稚園（同上）[77]
- 西脇市立双葉幼稚園（同上）[77]
- 西脇市立芳田幼稚園（同上）[77]
- 西脇市立楠丘幼稚園（同上）[77]
- 西脇市立桜丘幼稚園（同上）[77]
- 西脇市立しばざくら幼稚園（2023年）[78]

## 宝塚市
- 宝塚市立長尾台幼稚園（1988年休園、1990年廃園）[79]
- 宝塚市立末広幼稚園（1988年休園、1990年廃園）[79]
- 宝塚市立美座幼稚園（1990年）[79]
- 宝塚市立光明幼稚園（1990年）[79]
- 宝塚市立逆瀬台幼稚園（1992年休園、1994年廃園）[79]
- 宝塚市立宝塚第一幼稚園（1994年休園、1996年廃園）[79]
- 宝塚市立売布幼稚園（1994年休園、1996年廃園）[79]
- 宝塚市立高司幼稚園（1994年休園、1996年廃園）[79]
- 宝塚市立中山桜台幼稚園（1995年休園、1996年廃園）[79]
- めぐみ学園幼稚園〈旧〉（2013年幼稚園型認定こども園めぐみ学園幼稚園〈新〉へ移行）[80]
- 逆瀬川幼稚園〈旧〉（2017年認定こども園逆瀬川幼稚園〈新〉へ移行）[81]
- 宝塚市立良元幼稚園（2021年）[82]
- 宝塚市立中山五月台幼稚園（2021年）[82]
- 宝塚市立長尾南幼稚園（2023年）[83]
- 宝塚市立小浜幼稚園（2024年）[84]
- 宝塚市立西山幼稚園（2024年）[84]

## 三木市
- 三木市立自由が丘東幼稚園（自由が丘東小学校アフタースクールへ移行、時期不詳）[85]
- 緑ヶ丘幼稚園[86]（2016年りんでん認定こども園へ移行）[87]
- 三木市立三木幼稚園（2020年）[88]

## 高砂市
- 高砂市立高砂幼稚園（2016年高砂市立高砂西保育園と統合し高砂市立高砂こども園へ）[89]
- 高砂市立阿弥陀幼稚園（2016年高砂市立阿弥陀保育園と統合し高砂市立阿弥陀こども園へ）[90]
- 高砂市立北浜幼稚園（2016年高砂市立北浜保育園と統合し高砂市立北浜こども園へ）[91]
- 高砂市立中筋幼稚園（2016年高砂市立さつき保育園と統合し高砂市立中筋こども園へ）[92]
- 高砂市立伊保幼稚園（2019年高砂市立梅井保育園と統合し高砂市立伊保こども園へ）[93]
- 高砂市立曽根幼稚園（2020年高砂市立曽根保育園と統合し高砂市立曽根こども園へ）[94]
- 高砂市立米田幼稚園（2020年高砂市立米田保育園と統合し高砂市立米田こども園へ）[95]

## 川西市
- 川西市立桜が丘幼稚園（1993年）[79]
- 川西市立ふたば幼稚園（2012年）[79]
- 清和台めぐみ幼稚園〈旧〉（2014年幼保連携型認定こども園清和台めぐみ幼稚園〈新〉へ移行）[80]
- 川西市立松風幼稚園（2019年）[96]
- 川西市立川西幼稚園（2020年川西市立川西こども園へ移行）[35]
- 川西市立川西北幼稚園（2022年川西市立川西北こども園へ移行）[97]
- 新清和台幼稚園（2023年[28]新清和台こども園[98]へ移行）

## 三田市
- あさひ幼稚園（2014年認定こども園あさひ幼稚園〈新〉へ移行）[99]
- 三田市立母子幼稚園（2023年休園）[100]
- 三田市立広野幼稚園（2024年統合により三田市立認定こども園みつば幼稚園へ）[101]
- 三田市立藍幼稚園（同上）[101]
- 三田市立本庄幼稚園（同上）[101]

## 加西市
- 愛の光幼稚園（2011年幼稚園型認定こども園愛の光幼稚園となり、2015年幼保連携型認定こども園認定愛の光こども園へ移行）[102]
- 加西市立泉幼稚園〈初代〉（2015年加西市立泉第一保育所と統合し泉幼稚園〈2代目〉へ）[103]
- 加西市立九会幼稚園（九会保育園と九会幼児園を形成、2017年別府幼児園と統合し加西市立加西こども園へ）[104]
- 加西市立富合幼稚園（別府保育園と別府幼児園を形成、2017年九会幼児園と統合し加西こども園へ）[104]
- 加西市立北条幼稚園（2018年北条西保育所と統合し加西市立北条ならの実こども園へ）[105]
- 加西市立宇仁幼稚園（2020年統合により加西市立泉よつばこども園へ）[105]
- 加西市立日吉幼稚園（同上）[105]
- 加西市立西在田幼稚園（同上）[105]
- 加西市立泉幼稚園〈2代目〉（同上）[105]
- 加西市立賀茂幼稚園（2020年加西市立賀茂幼児園へ移行）[35]

## 丹波篠山市
- 篠山市立味間認定こども園味間幼稚園すみよし園（2015年おとわ園および味間保育園と統合し篠山市立味間認定こども園味間こども園へ）[106]
- 篠山市立味間認定こども園味間幼稚園おとわ園（2015年すみよし園および味間保育園と統合し味間こども園へ）[106]

## 養父市
- 養父市立三谷幼稚園（2005年建屋保育所と統合し養父市立三谷こども園へ）[107]
- 養父市立養父幼稚園（2012年養父保育所と統合し養父市立養父こども園へ）[107]
- 養父市立八鹿幼稚園（2015年）[108]
- 養父市立伊佐幼稚園（2015年伊佐保育所と統合し養父市立伊佐こども園へ）[107]
- 養父市立宿南幼稚園（2016年宿南保育所と統合し養父市立宿南こども園へ）[107]

## 丹波市
- 丹波市立小川幼稚園（2010年統合によりみつみ統合保育園認定こども園みつみへ）[109]
- 丹波市立久下幼稚園（同上）[109]
- 丹波市立上久下幼稚園（同上）[109]
- 丹波市立大路幼稚園（2010年社団法人大路保育園認定こども園三尾の森おおじへ移行）[109]
- 丹波市立北幼稚園（2010年社団法人氷上町福祉会認定こども園さちよへ移行）[109]
- 青垣幼稚園（2011年芦田保育園・神楽保育園・青垣町北保育園と統合し認定こども園あおがきへ）[110]
- 丹波市立東幼稚園（2018年東保育園と統合し認定こども園いくさとへ）[111]

## 南あわじ市
- 南あわじ市立志知幼稚園[112]（休園開始時期不詳）

## 朝来市
- 朝来市立寺内幼稚園（2007年朝来市立幼保連携型認定こども園寺内幼稚園・寺内保育所となり、2010年朝来市立糸井こども園へ）[113]
- 朝来市立生野幼稚園〈初代〉（2009年統合により生野幼稚園〈2代目〉となり、2010年朝来市立生野こども園へ移行）[114]
- 朝来市立奥銀谷幼稚園（同上）[114]
- 朝来市立栃原幼稚園（同上）[114]
- 朝来市立大蔵幼稚園（2011年朝来市立すみれ保育所および朝来市立大蔵保育所と統合し朝来市立大蔵こども園へ）[115]
- 朝来市立竹田幼稚園（2012年朝来市立竹田保育所と統合し朝来市立竹田こども園へ）[116]
- 朝来市立東河幼稚園（2012年朝来市立東河保育所と統合し朝来市立東河こども園へ）[117]
- 朝来市立山口幼稚園（2013年朝来市立こばと保育所と統合し朝来市立山口こども園へ）[118]
- 朝来市立中川幼稚園（2013年朝来市立ひばり保育所と統合し朝来市立中川こども園へ）[119]
- 朝来市立和田山幼稚園（2018年枚田みのり保育園と統合し社会福祉法人恵心福祉会幼保連携型認定こども園枚田みのり保育園へ）[120]

## 宍粟市
- 宍粟市立千種幼稚園鷹巣分園（1991年休園[121]、2015年千種認定こども園設置に伴い廃園[122]）
- 宍粟市立千種北幼稚園（2009年休園[121]、2015年千種認定こども園設置に伴い廃園[122]）
- 宍粟市立千種幼稚園（2015年千種認定こども園設置に伴い廃園[122]）
- 宍粟市立野尻幼稚園（2015年休園）[122]
- 宍粟市立下三方幼稚園（2016年休園、2018年廃園）[123]
- 宍粟市立繁盛幼稚園（同上）[123]
- 宍粟市立染河内幼稚園（2018年休園[123]、2020年廃園[35]）
- 宍粟市立神戸幼稚園（2020年）[35]
- 宍粟市立伊水幼稚園（2020年休園[124]、2021年廃園[125]）
- 宍粟市立都多幼稚園（2021年）[125]
- 宍粟市立神野幼稚園（2021年休園[24]、2023年廃園[60]）
- 宍粟市立菅野幼稚園（2021年休園[24]、2023年廃園[60]）

## 加東市
- 加東市立福田幼稚園（2019年）[126]

## たつの市
- たつの市立室津幼稚園（2018年休園[127]、2019年廃園）
- たつの市立御津幼稚園（2018年休園、2020年苅屋保育所と統合したつの市立御津南こども園へ）[127]
- たつの市立揖西南幼稚園（2019年廃園[128]、2020年社会福祉法人こどもの国認定こども園あそびの丘が開園[129]）
- たつの市立小宅南幼稚園（2019年たつの市立小宅南こども園へ移行）[127]
- たつの市立揖保幼稚園（2019年[127]社会福祉法人松原福祉会すみれこども園へ移行）[130]
- たつの市立神部幼稚園（2019年たつの市立神部こども園へ移行）[131]
- たつの市立東栗栖幼稚園（2020年）[35]
- たつの市立越部幼稚園（2020年）[35]
- たつの市立小宅北幼稚園（2020年たつの市立小宅北こども園へ移行）[35]
- たつの市立御津幼稚園（2020年たつの市立御津北こども園へ移行）[35]
- たつの市立誉田幼稚園（2020年誉田保育所と統合したつの市立誉田こども園へ）[127]
- たつの市立半田幼稚園（2022年休園[132]、2023年廃園[133]）
- たつの市立龍野幼稚園（2022年たつの市立龍野こども園へ移行）[133]
- たつの市立神岡幼稚園（2022年）[24]
- たつの市立香島幼稚園（2022年）[24]
- たつの市立河内幼稚園（2023年）[133]

## 川辺郡
- 猪名川町立つつじが丘幼稚園（2021年）[134]
- 猪名川町立松尾台幼稚園（2023年）[135]

## 多可郡
- 中町南幼稚園（1974年中町北幼稚園と統合し中町幼稚園へ）[136]
- 中町北幼稚園（1974年中町南幼稚園と統合し中町幼稚園へ）[136]
- 中町幼稚園（2015年）[136]

## 加古郡
- 播磨町立播磨西幼稚園（2023年播磨町立播磨西こども園へ移行）[137]

## 神崎郡
- 神河町立長谷幼稚園（2019年休園）[24]
- 神河町立越知谷幼稚園（2020年神河町立神崎幼稚園へ統合）[35]

## 赤穂郡
- 上郡町立山野里幼稚園〈初代〉（2010年船坂幼稚園と統合し山野里幼稚園〈2代目〉へ）[138]
- 上郡町立船坂幼稚園（2010年山野里幼稚園〈初代〉と統合し山野里幼稚園〈2代目〉へ）[138]
- 上郡町立上郡幼稚園〈初代〉（2012年統合により上郡幼稚園〈2代目〉へ）[138]
- 上郡町立鞍居幼稚園（同上）[138]
- 上郡町立赤松幼稚園（同上）[138]
- 上郡町立上郡幼稚園〈2代目〉（2021年9月1日上郡町立つばき保育所などと統合し上郡町立上郡こども園へ）[139]
- 上郡町立山野里幼稚園〈2代目〉（同上）[139]
- 上郡町立高田幼稚園（同上）[139]